# Øivind Christensen
Øivind Christensen (ur. 10 października 1899 w Aker, zm. 21 lipca 1988 w Oslo) – norweski żeglarz, trzykrotny olimpijczyk.
Na regatach rozegranych podczas Letnich Igrzysk Olimpijskich 1936 wystąpił w klasie Star zajmując 6. pozycję. Załogę jachtu KNS tworzył również Sigurd Herbern.
Dwanaście lat później zajął zaś 8. lokatę w klasie Swallow na jachcie Nora. Załogę tworzył z nim wówczas Knut Bengtson.
Po raz trzeci na igrzyskach olimpijskich wystąpił w Rzymie. W załodze jachtu Lett, który uplasował się na czwartym miejscu w klasie Dragon, znajdowali się także Arild Amundsen i Carl Svae.